# European Rail Infrastructure Managers
European Rail Infrastructure Managers (EIM Group) är en intresseorganisation och sammanslutning av olika järnvägsinfrastrukturförvaltare i Europa. Den svenska medlemmen heter Trafikverket.